# اولنیتس (فگتلند)
شهر اولنیتس (به آلمانی: Oelsnitz) در ایالت زاکسن در کشور آلمان واقع شده‌است.